# Kovács Zsigmond (püspök)
Kovács Zsigmond (Bánokszentgyörgy, 1820. október 21. – Veszprém, 1887. június 28.) teológiai doktor, veszprémi és pécsi püspök, a magyar királyné kancellárja.

## Családja és származása
Bánokszentgyörgyön született római katolikus nemesi családban, ahol apja, Kovács Antal gazdatiszt volt az Eszterházy hercegi uradalmában; anyja rózsásszegi Rozsás Klára volt. Fivérei: Kovács Kálmán (1830-1889), miniszteri tanácsos, földbirtokos, Spelletich Magdolna (1853-1914) férje; ifjabb Kovács Antal (1825-1862), akinek a neje, bessenyői és velikei Skublics Terézia (1827-1911); és Kovács Károly (1818-1875), a zalaegerszegi takarékpénztár elnöke, voltak. A püspök sógornőjének, Kovács Antalné Skublics Teréziának a nővére, bessenyői és velikei Skublics Laura (1826-1865) volt, aki morganatikus házasságot kötött Habsburg–Lotaringiai Ernő főherceggel. Kovács
Zsigmond keresztszülei pósfai Horváth Wolfgang (1798–1833), alszolgabíró, Nemes Labos Ferenc, és Frütz Erzsébet asszony voltak.

## Élete
A gimnázium öt osztályát Nagykanizsán, a hatodikat Varasdon végezte, hogy a horvát nyelvben is jártasságot szerezzen. A bölcseleti tanfolyamot Pécsen hallgatta 1835-36-ban; innét a veszprémi papnevelőbe vétetett fel; 1837-től 1841-ig itt és a bécsi Pázmáneumban végezte hittani tanulmányait, melyeknek tökéletesítése céljából a presbitériumba is küldték, ahonnét teológiai oklevéllel tért vissza.
1844-ben áldozópappá szentelték, és Csehibe ment segédlelkésznek; de még abban az évben tanulmányi felügyelő lett a pesti központi papnevelőben; továbbá mint helyettes tanár az egyetem hittani karában 1850-ig működött. Püspöke Ranolder János szentszéki jegyzőnek és titkárnak hívta maga mellé. 1851-ben szentszéki ülnök, 1854-ben a püspöki iroda igazgatója és oldalkanonok, 1857-ben pápai főesperes, 1858-ban a Szent Péterről címzett bodrog-monostori apát, 1866-ban sümegi főesperes, 1867-ben a királyi tábla praelátusa lett; ezért lakását Pestre tette át, hogy mint az országos törvényszék bírája működhessék.
1869. január 26-án a király pécsi püspökké nevezte ki, és székét augusztus 25-én foglalta el. 1870-ben a vatikáni zsinatban ő is részt vett és az ellenzékhez tartozott. Pécsi püspöksége idejében nyolc év alatt 200 ezer forintot fordított jótékonyságra; többek közt ő szervezte és emelte a pécsi tanítóképzőt és joglíceumot saját költségén. Pécs városa tiszteletbeli polgárának választotta.
Legfényesebb sikert aratta egyházi beszédeivel; papjait az irodalmi foglalkozásra buzdította (Brüsztle, Haragó, Szeredy sat.); és pénzzel is segítette őket. 1877. május 6-án a veszprémi püspöki székbe helyeztetett át. 1874-ben a királyi valóságos belső titkos tanácsossá nevezte ki és 1885-ben a Vaskorona-rend első osztályú jelvényét adományozta neki. Az idegbajban szenvedő püspök ritkán hagyta el rezidenciáját; azonban jótékony adakozásait itt is folytatta: Munkácsy Mihálynak Krisztus Pilátus előtt c. képének megvásárlására 1000 forintot írt alá; Szoldatits Ferenc művész hazánkfiát több ízben elhozatta Rómából és számára műtermet rendezett be nyaralójában.
A Religiónak[pontosabban?] szorgalmas munkatársa volt.
Arcképe: kőnyomat Elischertől.

## Munkái
- Korkérdések. 1. füzet. A pápa világi fejedelemsége. Pest, 1850
- Főpásztori körlevél. A bőjtnek idejére a vallásos nevelésről. Pécs, 1874
- Főpásztori körlevél, melyben egyházmegy papsága- és hiveitől bucsút veszen. Uo. 1877
- Egyházi beszéd püspöki székének elfoglalásakor. Bpest, 1877
- Főpásztori körlevél, melyben a korunk hitetlenségéből származott bajokról értekezik. Veszprém, 1879
- Főpásztori körlevél, mely által a szent atyának egyetemes jubileumát hirdető apostoli irata a lelkészkedő papsággal közöltetik és a teendők iránt utasíttatik. Uo. 1879
- Főpásztori körlevél, mely a bűn titkát fejtegeti. Uo. 1880